# De IQ-Kwis
De IQ-Kwis was een wekelijks spelprogramma van BRTN, thans VRT, en liep van 1980 tot 1994. Het werd al die tijd gepresenteerd door Herman Van Molle. In de beginperiode kwam het programma op zondagnamiddag bij BRT1 (het huidige Eén). De laatste seizoenen werden op dinsdagavond uitgezonden door TV 2.

## Verloop
In het twintig minuten durende programma namen twee teams van elk twee personen het tegen elkaar op. Van Molle stelde diverse quizvragen aan de kandidaten. Bij een goed antwoord kregen ze een bepaald aantal punten. De punten werden bepaald door een tijdbalk. Hoe langer men wachtte hoe meer punten er te verdienen waren. Echter, bij een verkeerd antwoord van een team draaide de tijdbalk om en moest het andere team zo snel mogelijk afdrukken om zo veel mogelijk punten te krijgen.
De quizvragen bestonden voornamelijk uit wiskundige berekeningen, verzamelingenleer, woordleer, verbanden, chemische verbindingen en algebra. De kandidaten hadden bijgevolg meestal een hoger dan gemiddeld IQ.
Een laatste ronde was het letterbord met daarin letters in een willekeurige volgorde. Elk team moest een zo lang mogelijk woord maken door de letters te verschuiven. Dit was een variant op de schuifpuzzel, met 24 blokjes waarvan 4 blanco. Het langst te vormen woord bestond uit 20 letters. De kandidaten hadden hiervoor een beperkte tijd.
Het winnende duo kon aan het einde beslissen of ze de volgende aflevering nog deelnamen of niet:
- Zo niet, dan kregen ze het tot dan toe behaalde bedrag
- Zo wel, dan ging dat bedrag mee naar de volgende aflevering. Als ze dan verloren, kregen ze voor die aflevering geen geld, maar wel de helft van het tot dan toe verdiende bedrag. (Bijvoorbeeld: als men na de eerste aflevering 1000 Belgische frank had, en in aflevering twee verloor met 300 Belgische frank, dan kreeg men 500 Belgische frank.)

## Trivia
- De IQ-Kwis staat nog steeds op de tweede plaats van langstlopende quizprogramma's bij de VRT. Enkel Blokken doet het beter in zowel het aantal seizoenen als afleveringen.
- In de aflevering van 1 december 1981 keurde Herman Van Molle in het letterbord het woord "kasroos" onterecht af gezien dit in Van Dale staat.
- Het einde van de eerste ronde werd al die jaren afgesloten door een kraaiende haan.
- Een fictieve uitzending van deze quiz uit 1985 speelt een belangrijke rol in de Vlaamse serie Quiz Me Quick.
- De gebroeders Demesmaecker wonnen in 1981 de quiz zesmaal na elkaar en verdienden hiermee 317.400,- Belgische frank (2020: €13.918,-). Tijdens de auditieronde hadden de makers van het programma de broers dusdanig getergd, dat zij besloten alle 1254 Nederlandse twintigletterwoorden uit het hoofd te leren, zodat ze op het letterbord een voordeel hadden.[1] Vanaf dan waren er ook andere deelnemers die deze techniek toepasten.  Daarop veranderde de IQ-kwis het finalespel zodat de kandidaten twee woorden van tien letters moesten zoeken.[2]